# Flora Caucasica Critica
Flora Caucasica Critica (abreviado Fl. Caucas. Crit.) es un libro con ilustraciones y descripciones botánicas que fue escrito como un suplemento especial de la revista Trudy Sankt-Peterburgskogo obshchestva estestvoispytatelei, v. 31, pt. 3, 1901, and v. 34, pt. 3, 1905-1908. Fue escrito por N. I. (Nikolai Ivanovich), 1864-1932, Bush, N. A. (Nikolai Adolfovich), 1869-1941, Fomin, A. V. (Aleksandr Vasilevich), 1869-1935  